# Sleep Dealer
Sleep Dealer ist ein mexikanischer Spielfilm aus dem Jahre 2008. Der Film wurde in Deutschland erstmals am 10. Februar 2008 im Rahmen der Berlinale gezeigt.

## Handlung
Der Film spielt zu einem unbestimmten Zeitpunkt in der Zukunft. Memo lebt in einem kleinen Dorf in Mexiko. Er ist ein Techniktüftler, der anhand eines Anleitungsbuches für Hacker im Internet aktiv ist und Gespräche abhört. Sein Vater ist Landwirt, der unter der Trockenheit leidet. Um Wasser zu bekommen, müssen Vater und Sohn Wasser aus einem Stausee heranholen. Der Stausee ist Eigentum eines US-amerikanischen Konzerns und wird streng bewacht. Zu Wucherpreisen erhalten die Leute Wasser. Der amerikanische Konzern bekommt Memos Abhöraktion mit und vermutet dahinter einen Terroristen, der einen Anschlag auf den Staudamm plant. Eine ferngelenkte Drohne bombardiert erst das Haus und exekutiert dann Memos Vater.
Memo verlässt das Dorf und geht nach Tijuana an die mexikanisch-amerikanische Grenze. Im Bus lernt er die Journalistin Luz kennen. Der Technikfreak Memo ist begeistert von ihren in den Armen eingefügten Computerschnittstellen. Sie sorgt dafür, dass auch Memo diese Schnittstellen erhält. Durch diese Schnittstellen bekommt Memo einen Arbeitsplatz in einer Hi-Tech-Firma, die die Menschen ans Netz schließt und sie Tätigkeiten in den USA virtuell verrichten lässt. Die Mitarbeiter werden Sleep Dealer genannt. Luz verkauft dagegen ihre Träume und Gedanken. Sie schließt sich an ihren Computer an und überspielt ihre Träume. Dieser Blog wird von Rudy gelesen und er kontaktiert Luz. Es stellt sich heraus, dass Rudy in den USA ebenfalls als Sleep Dealer arbeitet, jedoch in der Sicherheitsfirma, die die Staudämme bewacht. Er steuerte die ferngelenkte Drohne, die Memos Vater getötet hat. Rudy trifft sich mit Luz und Memo und erfährt, dass er auf Befehl einen Unschuldigen getötet hat. Rudy, Luz und Memo dringen daraufhin nachts in Memos Firma ein und Rudy verbindet sich mit seiner Drohne. Es gelingt ihm, den Staudamm zu zerstören. Die Wiederaufbauarbeiten werden den Konzern Jahre kosten und die Menschen in dem kleinen mexikanischen Dorf haben für diese Zeit wieder Wasser.

## Kritiken
„Riveras Science-Fiction-Film ist eine sehr satirische Betrachtung des amerikanischen Einwanderungsproblems. Denn aus Mexiko gesteuerte Roboter haben nicht nur den Vorteil, dass sie billig sind, sondern dass die Arbeiter auf ihrer Seite der Grenze bleiben. Die Science-Fiction-Effekte, mit denen Rivera arbeitet, sehen allerdings nicht sehr gut aus, vor allem immer dann, wenn die Leinwand einem Computerspiel ähnelt. Der Film basiert auf einer ziemlich ausgefeilten Idee, nur wird er ihr leider weder inhaltlich noch stilistisch gerecht.“

„Abenteuerlich, ambitioniert und genial futuristisch: „Sleep Dealer“ ist eine willkommene Überraschung. Der mit einem kleinen Budget gedrehte Film verbindet optisch fesselnde Science Fiction mit einem starken Gefühl für Sozialkritik auf eine Weise, die wenige Filme anstreben, geschweige denn erreichen.“

## Auszeichnungen
Der Film erhielt zwei Preise auf dem Sundance Film Festival 2008. In Deutschland wurde er erstmals auf der Berlinale 2008 gezeigt und lief in der Sektion Panorama. Auf der Berlinale wurde der Film mit dem Amnesty International Preis ausgezeichnet. Beim Neuchâtel International Fantastic Film Festival 2008 erhielt Sleep Dealer den Preis für den besten Film.